# Phosphonige Säure
Phosphonige Säure ist die IUPAC-Bezeichnung für die Säure HP(OH)2, die ein Tautomer der Phosphinsäure [H2P(=O)(OH)] ist. Salze und Ester der Phosphonigen Säure werden Phosphonite genannt.
Bekannt sind lediglich organische Phosphonige Säuren, z. B. Phenylphosphonige Säure.

Phosphonige Säuren sollten nicht mit der Phosphinigen Säure verwechselt werden.

## Herstellung

### Oxidation primärer Phosphine zu Phosphonigsäure
Bei der Luftoxidation primärer Phosphine (R–PH2)entstehen über die Zwischenstufe der primären Phosphinoxide die entsprechende organische Phosphonigsäure (z. B. mit R = Phenylgruppe).

### Oxidation sekundärer Phosphine zu Phosphiniger Säure und Phosphinsäure
Die Oxidation sekundärer Phosphine (R2PH) liefert hingegen sekundäre Phosphinoxide
(R2HP=O), die zur Phosphinigsäure tautomerisieren und zu Phosphinsäuren weiteroxidiert werden können: